# 破窯賦
《破窯賦》（又名《寒窯賦》、《時運賦》、《勸世文》），傳為北宋宰相呂蒙正所寫的一篇散賦。依“新校本宋史/列傳/卷二百六十五；列傳第二十四/呂蒙正”文上未載寒窯事（國立編譯館）。

## 內容主旨
破窯賦內容主要述及人之一生吉凶休咎運程起伏無常已植於八字天定，故而勉人對成住壞空的人生看開一點，聽天由命。亦有如常人所謂：一。命、二。運、三.風水、四。陰德、五。讀書。不過內容行文與儒家排斥所謂“不問蒼生問鬼神”的論調有所抵觸，故一般文選皆不錄載。另有一篇亦傳為呂蒙正所作的《勸世文》，內容或有相異，但多處雷同。

## 外部連結
- 破窯賦論析
- 中央研究院漢籍電子文獻 （页面存档备份，存于）
- 中央研究院歷史語言研究所 （页面存档备份，存于）
- 鯤島本土文化（臺語通用拼音字典PDF檔） （页面存档备份，存于）